# Epidendrum cardioglossum
Epidendrum cardioglossum är en orkidéart som beskrevs av Heinrich Gustav Reichenbach. Epidendrum cardioglossum ingår i släktet Epidendrum och familjen orkidéer.
Artens utbredningsområde är Venezuela. Inga underarter finns listade i Catalogue of Life.